# عبدالقدیر خروټی
عبدالقدیر خروټی (زاده ۱۹۷۴ ولایت پکتیکا) سیاستمدار افغانستان و نماینده مردم پکتیکا در دوره شانزدهم مجلس نمایندگان می‌باشد. ایشان در مجلس شانزدهم نمایندگان افغانستان عضو کمیسیون امور دینی، فرهنگی، معارف و تحصیلات عالی می‌باشد.

## زندگی‌نامه
عبدالقدیر خروټی زاده ۱۹۷۴ از ولایت پکتیکا می‌باشد. ایشان مدرک لیسانس مطالعات منجمت دارد.

## دیگر فعالیت‌ها
دیگر فعالیت‌های ایشان:
- ولسوال ولسوالی گومل در دوره موقت (یکسال)
- ولسوال ولسوالی نکه (دو سال)
- ولسوال ولسوالی سرحوضه (یکسال)
- ولسوال ولسوالی گیان (یکسال)
- ولسوال ارگون (یکسال)
- ولسوال ولسوالی خیرکوت (یکسال)
- رئیس اقوام و قبایل ولایت پکتیکا (دو سال)
- معاون ولایت پکتیکا